# Пащенко Олег Іванович
Олег Іванович Пащенко (рос. Олег Иванович Пащенко; нар. 30 червня 1956, Донецьк, Українська РСР) — радянський та російський актор театру та кіно українського походження.

## Життєпис
Олег Пащенко народився 30 червня 1956 року в місті Донецьк.
У 1982 році закінчив ВТУ ім. Бориса Щукіна.
Після закінчення театрального інституту, в 1982—1990 роках, працював актором Челябінського державного драматичного театру ім. С. М. Цвіллінга, нині Челябінський театр драми імені Наума Орлова.
З 1991 до 2002 року працював актором «Театру на Покровці».
У 2002—2005 роках Олег Пащенко актор Донецького обласного академічного театру.
З 2005 року знову почав працювати актором у «Театрі на Покровці».

## Фільмографія
| Рік  |   | Українська назва                              | Оригінальна назва                          | Роль                      |
| ---- | - | --------------------------------------------- | ------------------------------------------ | ------------------------- |
| 2011 | с | Чужі Крила                                    | Чужие Крылья                               | епізодична роль           |
| 2009 | ф | Тарас Бульба                                  | Тарас Бульба                               | Демитрович                |
| 2002 | с | Слідство ведуть ЗнаТоКі. Десять років по тому | Следствие ведут ЗнаТоКи. Десять лет спустя | директор банку            |
| 2000 | ф | ДМБ                                           | ДМБ                                        | воєнком                   |
| 1996 | ф | Єрмак                                         | Ермак                                      | Іван Александров «Черкас» |
| 1992 | с | Тихий Дон                                     | Тихий Дон                                  | епізодична роль           |
| 1987 | ф | Мій бойовий розрахунок                        | Мой боевой расчёт                          | капітан                   |
| 1982 | ф | Король Лір                                    | Король Лир                                 | придворний                |
| 1982 | ф | Василь Буслаєв                                | Василий Буслаев                            | новгородец                |
| 1982 | ф | Балада про доблесного лицаря Айвенго          | Баллада о доблестном рыцаре Айвенго        | епізодична роль           |
| 1980 | ф | Синдикат-2                                    | Синдикат-2»                                | епізодична роль           |